# Peder Kolstad
Peder Ludvik Kolstad (Borge, 28 november 1878 - Oslo, 5 maart 1932) was een Noors politicus voor de Boerenpartij. Hij was eerste minister van Noorwegen van 1931 tot zijn overlijden in 1932. Tegelijkertijd bekleedde hij de post van minister van financiën. Bovendien was hij sinds 1922 lid van de Noorse parlement. 